# Ena Katarina Haler
Ena Katarina Haler (Osijek, 1996.) hrvatska je književnica, arhitektica i novinarka.

## Životopis
Rođena je 1996. u Osijeku. Prirodoslovno-matematičku gimnaziju pohađala je u rodnom gradu. Diplomirala je Arhitekturu i urbanizam na Arhitektonskom fakultetu u Zagrebu. Prvi objavljeni književni rad joj je roman Nadohvat. Godine 2020. nagrađen je Nagradom Ksaver Šandor Gjalski za najbolje prozno književno djelo. Radi kao suradnica za 24sata i tjednik Express, piše reportaže, feljtone i književne kritike. Živi u Zagrebu.